# Рансбах-Баумбах
Рансбах-Баумбах (њем. Ransbach-Baumbach) град је у њемачкој савезној држави Рајна-Палатинат. Једно је од 192 општинска средишта округа Вестервалд. Према процјени из 2010. у граду је живјело 7.383 становника. Посједује регионалну шифру (AGS) 7143062.

## Географски и демографски подаци
Рансбах-Баумбах се налази у савезној држави Рајна-Палатинат у округу Вестервалд. Град се налази на надморској висини од 300 метара. Површина општине износи 12,1 km². У самом граду је, према процјени из 2010. године, живјело 7.383 становника. Просјечна густина становништва износи 608 становника/km².

## Међународна сарадња
| Мјесто | Држава    | Врста сарадње | Од    |
| ------ | --------- | ------------- | ----- |
|        | Француска | партнерство   | 1985. |
| Извор  |           |               |       |